# Эсперанс (Австралия)
Эсперанс — город в австралийском штате Западная Австралия. Является центром одноимённого округа. Население — 9536 чел. (по переписи 2006 года).

## Климат
Эсперанс находится на юге Западной Австралии, на берегу Индийского океана.
| Показатель                                                              | Янв. | Фев. | Март | Апр. | Май  | Июнь | Июль | Авг. | Сен. | Окт. | Нояб. | Дек. | Год   |
| ----------------------------------------------------------------------- | ---- | ---- | ---- | ---- | ---- | ---- | ---- | ---- | ---- | ---- | ----- | ---- | ----- |
| Средний суточный максимум, °C                                           | 26,1 | 26,2 | 25,1 | 23,1 | 20,5 | 18,0 | 17,1 | 17,9 | 19,3 | 21,0 | 23,1  | 24,5 | 21,8  |
| Средний суточный минимум, °C                                            | 15,6 | 16,1 | 15,1 | 13,2 | 11,0 | 9,1  | 8,3  | 8,6  | 9,5  | 10,7 | 12,7  | 14,3 | 12,0  |
| Норма осадков, мм                                                       | 27,7 | 24,4 | 27,0 | 46,5 | 71,1 | 80,3 | 97,0 | 81,7 | 61,5 | 46,7 | 33,3  | 17,9 | 617,7 |
| Температура воды, °C                                                    | 28   | 28   | 29   | 30   | 30   | 29   | 29   | 28   | 29   | 29   | 29    | 28   | 28,8  |
| Источник: http://www.bom.gov.au/climate/averages/tables/cw_009789.shtml |      |      |      |      |      |      |      |      |      |      |       |      |       |

## История
Первые люди — австралийские аборигены — появились в этих местах около 20 000 лет назад. Это было племя нунгар.
Европейцы впервые посетили район современного Эсперанса в 1627 году, когда здесь проплыла голландская экспедиция (на корабле Gulde Zeepaard) под руководством Питера Нуйтса. На берег же первыми ступили французские моряки, искавшие место спасения от шторма. Они приплыли на двух кораблях: L'Esperance («Надежда») и Recherche («Искание»). Это случилось в 1792 году. По имени корабля «Надежда» французы и назвали данную местность — «Эсперанс». Расположенной неподалёку архипелаг получил название в честь другого корабля.
В 1802 году вдоль южного берега Австралии на паруснике прошёл Мэтью Флиндерс с командой; в том числе они посетили и эти места.
На протяжении XIX века район современного Эсперанса служил базой для охотников на китов и тюленей, прибывавших как с Земли Ван-Димена, так и из Америки и Франции. Основными источниками пропитания служили рыба, мясо кенгуру и гусей.
В 1841 году здесь побывал Эдвард Джон Эйр, направляясь из Аделаиды в Олбани.
В 1863 году здесь обосновались братья Демпстеры, один из них, Эндрю Демпстер (англ. Andrew Dempster), в 1866 году оформил права владения на 100 000 акров земли (приблизительно 404,7 км²).
После открытия золотоносных месторождений на территории Западной Австралии в конце XIX века (в районе Калгурли, Дандаса и Кулгарди) жизнь в Эсперансе претерпела серьёзные изменения. Эсперанс превратился в первалочный пункт для старателей и авантюристов, направлявшихся в район Голдфилдс («Золотые поля»). К 1897 году здесь уже работали две газеты, один пивоваренный завод и четыре гостиницы. Но на всех гостиниц всё равно не хватало, и некоторым искателям приключений приходилось ночевать в палатках или под открытым небом на берегу моря.
Вслед за ними сюда пришли фермеры и в 1912 году вокруг Эсперанса насчитывалось уже 60 фермерских хозяйств. Началось освоение плодородного региона Малли, однако Великая депрессия конца 1920-х — начала 1930-х гг. разорила 75% фермерских хозяйств. Поначалу восстановление экономической жизни в городе шло медленно, однако в конце 1940-х гг. было обнаружено, что земли к северу от Эсперанса скрывают в себе месторождения меди, цинка и суперфосфатов. В 1950-х — 60-х годах были приняты меры по созданию целого сельскохозяйственного региона Эсперанс. В настоящее время основными источниками пополнения бюджета в городе являются промышленность, сельское хозяйство, туризм и рыболовство.

## Население
По данным переписи 2006 года, Эсперанс населяют 9536 человек, из них 4626 — мужчины и 4910 — женщины. Доля аборигенного населения — 5,1% (483 чел.).

## Транспорт
Город соединён с Транспортным коридором «Восток-Запад» железнодорожной веткой до Калгурли. Также в городе есть морской порт и аэропорт Эсперанс.

## Известные жители и уроженцы
- Дэн Пэрис[англ.] — австралийский актёр
- Квинтен Линч[англ.] — игрок в австралийский футбол
- Джордж Харрисон — гитарист группы «Битлз», посещал эти места

## Города-побратимы
- Сен-Мартен-де-Ре, Франция[6]